# Clustering gerarchico
In statistica e apprendimento automatico, il clustering gerarchico è un approccio di clustering che mira a costruire una gerarchia di cluster. Le strategie per il clustering gerarchico sono tipicamente di due tipi:
- Agglomerativo: si tratta di un approccio "bottom up" (dal basso verso l'alto) in cui si parte dall'inserimento di ciascun elemento in un cluster differente e si procede quindi all'accorpamento graduale di cluster a due a due.
- Divisivo: si tratta di un approccio "top down" (dall'alto verso il basso) in cui tutti gli elementi si trovano inizialmente in un singolo cluster che viene via via suddiviso ricorsivamente in sotto-cluster.

Il risultato di un clustering gerarchico è rappresentato in un dendrogramma.

## Dissimilarità tra cluster
Per decidere quali cluster devono essere combinati (approccio agglomerativo) o quale cluster deve essere suddiviso (approccio divisivo) è necessario definire una misura di dissimilarità tra cluster. Nella maggior parte dei metodi di clustering gerarchico si fa uso di metriche specifiche che quantificano la distanza tra coppie di elementi e di un criterio di collegamento che specifica la dissimilarità di due insiemi di elementi (cluster) come funzione della distanza a coppie tra elementi nei due insiemi.

### Metriche
La scelta di una metrica appropriata influenza la forma dei cluster, poiché alcuni elementi possono essere più "vicini" utilizzando una distanza e più "lontani" utilizzandone un'altra. Per esempio, in uno spazio a 2 dimensioni, la distanza tra il punto (1, 1) e l'origine (0, 0) è 2, {\displaystyle {\sqrt {2}}} or 1 se si utilizzando rispettivamente le norme 1, 2 o infinito.
Metriche comuni sono le seguenti:
- La distanza euclidea (chiamata anche norma 2)
- La distanza di Manhattan (chiamata anche norma 1)
- La norma uniforme
- La distanza di Mahalanobis, che corregge i dati per scale differenti e le correlazioni nelle variabili
- L'angolo tra i due vettori.
- La distanza di Hamming, che misura il minimo numero di sostituzioni richieste per cambiare un membro nell'altro.

### Criteri di collegamento
Il criterio di collegamento (linkage criterion) specifica la distanza tra insiemi di elementi come funzione di distanze tra gli elementi negli insiemi.
Dati due insiemi di elementi A e B alcuni criteri comunemente utilizzati sono:
| Nome del criterio        | Formula                                                                    |
| ------------------------ | -------------------------------------------------------------------------- |
| Complete linkage         | {\displaystyle \max \,\{\,d(a,b):a\in A,\,b\in B\,\}.}                     |
| Minimum o single-linkage | {\displaystyle \min \,\{\,d(a,b):a\in A,\,b\in B\,\}.}                     |
| Average linkage          | {\displaystyle {\frac {1}{\|A\|\|B\|}}\sum _{a\in A}\sum _{b\in B}d(a,b).} |

dove d è la metrica prescelta per determinare la similarità tra coppie di elementi.
Vi è anche il criterio di Ward, che valuta il cambiamento di varianza intra-cluster quando questi si uniscono e seleziona la coppia che dà luogo a un cluster avente la minima varianza al suo interno. Questo criterio punta a creare cluster compatti e omogenei, con una dispersione simile.